# Руда
 Тази статия е за минералната суровина.  За градчето в Северна Италия вижте Руда (Италия).  
Рудата е природна минерална суровина, добивана за извличане на метали чрез специфични технологии. В естествена среда представлява натрупвания на минерали в земната кора, с размери позволяващи икономически изгодното им добиване и преработка.
Рудите се разделят се на два вида:
- Ендогенни – образувани в резултат на магмена дейност или метаморфизъм
- Екзогенни – образувани под въздействието на повърхностни геоложки процеси изветряне, седиментация и други

По форма рудните тела се делят на жили, цитроси, лещи и пластове. Повечето руди представляват сулфидни или оксидни съединения на съответния метал. Някои метали се съдържат в атомно състояние, включени в кристалната решетка в рудите на други метали. От тях те се извличат в процеса на металургичната им преработка, като попътни компоненти.
Не всички съединения на един метал представляват руди. Например силицият (Si), алуминият (Al), желязото (Fe), титанът (Ti), калцият (Ca), магнезият (Mg), калият (К), натрият (Na) и други са много широко разпространени в природата, но под формата на твърде стабилни съединения, от които няма технологични възможности за извличане, или те са икономически неизгодни. Ето защо човечеството, особено в минали исторически времена, е отделяло по-голямо внимание на металите, които, макар и по-слабо разпространени, се срещат в самородна форма или в съединения, от които могат лесно да бъдат извличани. Такива са цветните метали – злато (Au), сребро (Ag), олово (Pb), мед (Cu), калай (Sn), цинк (Zn), живак (Hg) и други. С усъвършенстване на техническите възможности човечеството овладява и металургията на черните метали – желязо (Fe), манган (Mn), хром (Cr) и други.